# Habrotrocha insignis
Habrotrocha insignis är en hjuldjursart som beskrevs av David Bryce 1915. Habrotrocha insignis ingår i släktet Habrotrocha och familjen Habrotrochidae. Inga underarter finns listade i Catalogue of Life.